# 詹金斯鎮區 (密蘇里州巴里縣)
詹金斯鎮區（英語：Jenkins Township）是位於美國密蘇里州巴里縣的一個行政鎮區。

## 地方資料
詹金斯鎮區的面積為73.19平方千米，皆為陸地。根據2020年美國人口普查的數據，當地共有人口390人，而人口密度為每平方千米5.33人。